# Mormont (Érezée)
Mormont (Waals: Moirmont) is een dorp in de Belgische provincie Luxemburg en een deelgemeente van Érezée, het was een zelfstandige gemeente tot aan de gemeentelijke herindeling van 1977. In Mormont ligt ook het dorp Fanzel.

## Geschiedenis
Op het eind van het ancien régime werd Mormont een gemeente. In 1812 werd de gemeente Fanzel opgeheven en bij Mormont gevoegd.

## Demografische ontwikkeling
- Bronnen:NIS, Opm:1831 tot en met 1970=volkstellingen, 1976= inwoneraantal op 31 december

## Sport
Voetbalclub RRC Mormont is aangesloten bij de KBVB. De club speelde in haar bestaan in totaal ruim een decennium in de nationale reeksen.
Deelgemeenten: Amonines · Érezée · Mormont · Soy

Overige dorpen: Awez · Biron · Blier · Briscol · Clerheid · Erpigny · Estiné · Éveux · Fanzel · Fisenne · Hazeilles · Hoursinne · La Forge · Mélines · Oster · Sadzot · Wy

Belgische gemeenten · Arrondissement Marche-en-Famenne · Luxemburg · Wallonië